# Johan Oloufsson Vält
Johan Oloufsson Vält var en svensk målare, verksam under senare delen av 1600-talet.
Vält anställdes som målare vid Skoklosters slott 1663 där han blev ansvarade för målning av dörr- och fönsterkarmar. På tredje våningen i Rotterdamrummet utförde han takmålningar med romboidiska fält fyllda med varierande blom- frukt och djurmotiv i en stil som var modern runt 1625. Han förekommer i slottets räkenskaper fram till 1671 då han anlitades för ytterligare karmmålning.